# Троллейбус Каменска-Уральского
Троллейбусное движение в городе Каменске-Уральском открыто 6 ноября 1956 года и закрыто 5 марта 2015 года. Троллейбусная система была протянута вдоль линии Московская — посёлок Чкалова с ответвлением на вокзал, остановку стадион «Космос» и микрорайон Южный. Контактная сеть разобрана.
Движение обслуживало ОАО УК «Пассажирские транспортные перевозки» (ПТП), объединённое автобусно-троллейбусное предприятие (слияние произошло в 2004 году), 100 % активов которого принадлежит муниципалитету. Троллейбусное депо находится в Красногорском районе.
На данный момент движение не осуществляется. По состоянию на март 2015 года в городе было 47 троллейбусов.

## История
Бурное развитие города в 1940-е годы потребовало введение электротранспорта. Первоначально планировалось ввести трамвай (с учётом трамвайного движения был построен Байновский мост). Но позже власти города посчитали, что троллейбус превосходит трамвай по некоторым качествам (не требует затратного строительства рельсов, не производит шума).
В 1956 году был введён в эксплуатацию первый троллейбус, который соединил заводоуправление КУМЗа (Каменск-Уральского металлургического завода) — крупнейшего предприятия города, расположенного на поселке имени Чкалова, — с посёлком УАЗа, где жило много рабочих этого завода.
Позже начал свою работу троллейбус, принадлежащий УАЗу, и маршрут был продлён до Байновского моста, и упразднён после введения второго маршрута, полностью покрывавшего первый и идущего через центр города на вокзал. Позднее был проведён маршрут № 4, соединивший заводоуправление Уральского Алюминиевого завода с посёлком Трубный (ост. Московская). С появлением в 1980-е гг. нового микрорайона Южный был введён маршрут № 5, соединивший его с заводоуправлением Уральского Алюминиевого завода и посёлком Чкалова. В 1997 была построена линия, соединяющая Байновский мост с микрорайоном Южный и пущен маршрут № 3, соединивший микрорайон Южный с центром города и Московской. С тех пор троллейбусная сеть не расширялась. Последний маршрут из введённых до тотального изменения номеров маршрутов был маршрут № 6 (введён в первые годы XXI века), который связал две крайние точки троллейбусной системы.
Планировалось провести троллейбус в микрорайон Ленинский и далее к заводоуправлению Каменск-Уральского завода обработки цветных металлов. Но строительство не начиналось и не предвидится ввиду сложного рельефа местности и отсутствия денег для строительства необходимого моста.
В связи с повышением цен на электроэнергию и растущими долгами УК «ПТП», троллейбусное движение в городе окончательно закрылось 5 марта 2015 года. Под сокращение попало 120 человек.

### Исторические маршруты
- № 1 Чкалова — Соцгород УАЗа (кольцо у ресторана Исеть)
- № 2 Вокзал — Чкалова (через 4 км)
- № 3 Московская — Южный (через Космос)
- № 4 Московская — Заводоуправление УАЗа (через Космос)
- № 5 Южный — Чкалова
- № 6 Московская — Чкалова (через 4 км)

## Современность
1 января 2004 года троллейбусное и автобусное предприятия были объединены. Ввиду этого были полностью изменены номера и маршруты троллейбусов (на автобусах это сказалось в значительно меньшей степени). Нумерация маршрутов необычна, но поддаётся логическому объяснению. Каждому из номеров троллейбусного маршрута соответствует номер автобусного. Плюсом этих изменений стало то, что стало можно без пересадки проехать на троллейбусе почти из любой точки системы в любую.

### Маршруты в последние годы деятельности
| Номер маршрута | Конечная остановка № 1 | Конечная остановка № 2 | Маршрут следования                                    | Примечание                                                      |
| -------------- | ---------------------- | ---------------------- | ----------------------------------------------------- | --------------------------------------------------------------- |
| 5              | пос. Чкалова           | Московская             | Московская, ст. Космос, мкр. Южный, пос. Чкалова      | Полностью передан под автобусное обслуживание 3 марта 2015 года |
| 6              | з/упр. УАЗа            | Московская             | Московская, 4 км, ул. Алюминиевая, з/упр. УАЗа        | Отменён в 2008 году                                             |
| 9              | з/упр. УАЗа            | Вокзал                 | Вокзал, 4 км, ул. Алюминиевая, з/упр. УАЗа            | Передан под автобусное обслуживание в 2014 году                 |
| 11             | Московская             | пос. Чкалова           | Московская, ст. Космос, ул. Алюминиевая, пос. Чкалова | Передан под автобусное обслуживание 3 марта 2015 года           |

### Стоимость проезда
- Стоимость проезда с апреля 2013 года до момента закрытия составляла — 18 рублей[источник не указан 2927 дней].

## Подвижной состав
- ЗИУ-682
- БТЗ-52011
- ВМЗ-170
- БТЗ-52761
- БТЗ-5276-04
- ВЗТМ-5280